# Osiedle Międzynarodowa
Osiedle Międzynarodowa lub Międzynarodowa – osiedle mieszkaniowe i część miasta w dzielnicy Praga-Południe w Warszawie.

## Położenie i charakterystyka
Osiedle Międzynarodowa znajduje się na warszawskiej Pradze-Południe, na obszarze Miejskiego Systemu Informacji Saska Kępa. Jest położone między ulicami: Waszyngtona, Międzynarodową i al. Stanów Zjednoczonych, a także Kanałem Wystawowym i terenami ogródków działkowych. W sąsiedztwie znajdują się osiedla Saska Kępa I i Saska Kępa II. Jego powierzchnia wynosi 10,4 ha. Państwowy rejestr nazw geograficznych uznaje je za część miasta.
Osiedle wybudowano do 1971 według projektu Adama Stefanowskiego. Składa się z dziewiętnastu punktowych bloków mieszkalnych wzniesionych w technologii wielkoblokowej „Ż”. Zgrupowano je w trzech koloniach przedzielonych ulicami Zwycięzców i Walecznych. Mieszczą 2250 mieszkań, zaplanowanych dla ok. 8300 osób. Zabudowę uzupełniły pawilony handlowo-usługowe, przedszkole oraz garaże.
Pierwotnie osiedle znajdowało się w zasobach Robotniczej Spółdzielni Mieszkaniowej „Osiedle Młodych”. Następnie, od 1999 roku, 16 budynkami mieszkalnymi zarządza Spółdzielnia Mieszkaniowa „Międzynarodowa” wydzielona z SM „Osiedle Młodych”.
Zabudowa terenu osiedla została uzupełniona o wybudowany w latach 2003–2004 budynek „Międzynarodowa Residence” przy ul. Międzynarodowej 50A oraz wzniesiony w okresie 2017–2018 obiekt mieszkalny przy ul. Zwycięzców 63A.